# Фицо, Роберт
Ро́берт Фи́цо (словац. Robert Fico; род. 15 сентября 1964, Топольчани, Чехословакия) — словацкий политический и государственный деятель. Премьер-министр Словакии с 25 октября 2023 года. Ранее занимал этот пост в 2006—2010 и 2012—2018 годах. Основатель и председатель партии «Курс — социальная демократия».
После парламентских выборов 2010 года Роберт Фицо занял пост депутата и фактически исполнял функции лидера оппозиции. В 2012 году, после вотума недоверия правительству Иветы Радичовой, партия SMER под руководством Фицо одержала убедительную победу на выборах, получив 83 мандата и сформировав первое однопартийное правительство с абсолютным большинством в парламенте со времён 1989 года. В 2013 году он заявил о намерении баллотироваться на пост президента Словакии. Однако во втором туре выборов 29 марта 2014 года потерпел поражение от независимого кандидата Андрея Киски.
В марте 2018 года, на фоне политического кризиса, вызванного убийством журналиста Яна Куцяка, Фицо подал в отставку. Президент Киска поручил формирование нового правительства вице-премьеру Петеру Пеллегрини.
На парламентских выборах 2023 года Фицо выступал с программой прекращения военной поддержки Украины. Его партия SMER набрала 22,95 % голосов и получила 42 места, став крупнейшей в Национальном совете. Впоследствии Фицо сформировал коалиционное правительство с партиями «Голос — социальная демократия» (основанной Пеллегрини и другими бывшими членами SMER) и Словацкой национальной партией. Он вновь занял пост премьер-министра 25 октября 2023 года.
После формирования правительства Фицо объявил о прекращении поставок вооружения Украине, инициировал реформы, направленные на усиление контроля над СМИ и распустил Специальную прокуратуру, занимавшуюся антикоррупционными делами. Эти шаги вызвали массовые протесты по всей стране. 15 мая 2024 года Фицо был госпитализирован после покушения. В январе 2025 года на фоне давления на Украину с целью сохранить транзит российского газа через Словакию и визита Фицо в Москву для встречи с президентом России Владимиром Путиным, в стране вновь вспыхнули масштабные протесты с призывами к его отставке.
Роберт Фицо придерживается популистских и евроскептических взглядов, выступая за сближение с Россией и ограничение влияния ЕС и США на внутренние дела Словакии. Он также известен своей жёсткой риторикой в отношении миграции, ЛГБТ-сообщества и независимых СМИ.

## Биография

### Ранние годы
Роберт Фицо родился 15 сентября 1964 года в городе Топольчани, расположенном в северо-западной части Нитранского края. Его отец, Людовит Фицо, работал водителем автопогрузчика, а мать, Эмилия Фицова, была продавщицей в обувном магазине. У него есть брат Ладислав, занимающийся строительным бизнесом, и сестра Люция Хабадова — прокурор, младше его на 14 лет.
С раннего возраста Фицо проявлял интерес к общественной жизни, в детстве мечтал стать либо политиком, либо спортивным комментатором, либо археологом. После окончания начальной школы поступил в гимназию в Топольчанах, которую окончил летом 1982 года. В том же году поступил на юридический факультет Университета Коменского в Братиславе. Среди его преподавателей был и будущий премьер-министр Йозеф Моравчик, который вспоминал Фицо как «амбициозного, уверенного в себе и активно участвовавшего в обсуждениях студента».
В 1986 году окончил юридический факультет Университета имени Я. А. Коменского получив диплом юриста, специализируясь на уголовном праве. С 1986 по 1987 год проходил обязательную военную службу в Чехословацкой армии в должности помощника военного следователя в чешском городе Яновице. В 1992 году — аспирантуру Института государства и права при Словацкой академии наук. Доктор права, специалист в области уголовного права. Будучи аспирантом, работал в Юридическом институте при Министерстве юстиции, в 1992—1995 годах был заместителем директора института. В разные годы преподавал право в университетах Словакии и за рубежом. В этот период он защитил кандидатскую диссертацию на тему смертной казни в Чехословакии. В начале 1990-х годов проходил стажировку в Лондоне в Институте славянских и восточноевропейских исследований по стипендии имени Масарика. В 2002 году завершил постдокторские исследования, получив звание ассоциированного профессора.

### Политическая карьера
В 1987—1990 годах являлся членом Коммунистической партии Чехословакии. После Бархатной революции присоединился к Партии демократических левых (ПДЛ), преемнице словацкой Компартии. В 1996—1999 годах был заместителем председателя ПДЛ. В ноябре 1999 года в результате раскола ПДЛ Фицо создал и возглавил левоцентристскую и национал-популистскую партию «Направление — социальная демократия».
В 1992—2006 годах — депутат Национального совета Словакии.

## Премьерство

### Первое премьерство (2006—2010)

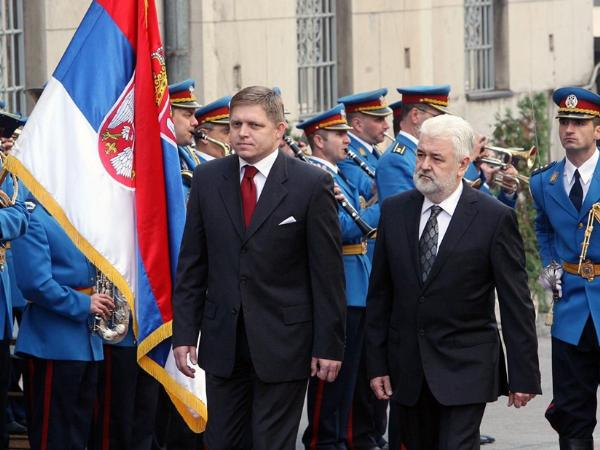
Роберт Фицо с премьер-министром Сербии Мирко Цветковичем, октябрь 2008 года

На парламентских выборах 2006 года партия «Курс — социальная демократия» (Smer-SD) под руководством Роберта Фицо одержала победу, набрав 29,1 % голосов. Кампания была сосредоточена на критике непопулярных реформ в здравоохранении и образовании, ранее проведённых правительством правого толка при министрах Рудольфе Заяце и Мартине Фронце. После выборов Smer-SD сформировал коалиционное правительство с Народной партией — Движением за демократическую Словакию (HZDS) Владимира Мечьяра и Словацкой национальной партией (SNS) Яна Слоты. Последняя была известна своими националистическими высказываниями, в том числе антицыганскими и антивенгерскими заявлениями. 4 июля 2006 года Роберт Фицо стал премьер-министром сменив на посту Микулаша Дзуринду.
Значительная часть электорального успеха Фицо объяснялась его жёсткой критикой экономических, налоговых и социальных реформ, поддержанных такими международными организациями, как Международный валютный фонд, Всемирный банк и ОЭСР. Однако формирование коалиции с крайне правыми националистами вызвало негативную реакцию в Европе: Партия европейских социалистов (PES) временно приостановила членство Smer-SD. Лишь в феврале 2008 года, после подписания партнёрами по коалиции обязательства соблюдать права меньшинств, заявление на вступление было восстановлено. При этом сам Фицо публично не осудил ксенофобские высказывания своих союзников, что привело к ухудшению отношений между Словакией и Венгрией: встречи между премьер-министрами двух стран либо срывались, либо проходили безрезультатно.
Одним из крупнейших скандалов периода стало дело о махинациях с землями в Высоких Татрах. 10 апреля 2007 года заместитель директора Словацкого земельного фонда Бранислав Бриза (назначен от HZDS) подписал контракт, на основании которого выгодные земельные участки в деревне Вельки-Славков были переданы реституентам, а затем быстро перепроданы компании GVM, связанной с окружением Мечьяра. Этот контракт стал седьмым сомнительным соглашением, подписанным Бризой, и привёл к отставке министра сельского хозяйства от HZDS Мирослава Юрени. Фицо также потребовал увольнения Бризы. Ущерб государству оценивался в полмиллиарда словацких крон. Позже, в 2015 году, Бриза был признан виновным и получил два года условного заключения.
Во внутренней политике правительство Фицо сосредоточилось на усилении социальной защиты: был переработан Трудовой кодекс, усиливший права работников, снижены налоги на лекарства и книги. Одновременно с этим премьер придерживался жёсткой экономической политики, критикуя крупные торговые сети за рост цен и угрожая национализацией стратегических предприятий.
В 2007 году Роберт Фицо обвинил розничные сети в завышении цен. Он заявил о намерении внести изменения в законодательство, чтобы ограничить «злоупотребление экономическим положением со стороны отдельных торговых компаний».
В августе 2008 года Фицо выступил с угрозой в адрес иностранных акционеров словацкого газового оператора SPP — французской Gaz de France и немецкой E.ON. В споре по поводу розничных цен на газ он допустил возможность национализации компании и изъятия долей собственности этих инвесторов.
Одним из ключевых достижений стало успешное введение евро в Словакии в 2009 году, что укрепило позиции страны в Европейском союзе. Несмотря на проевропейскую риторику, во внутренней политике усилились попытки давления на независимые СМИ и ограничение деятельности гражданского общества. К 2010 году недовольство населения возросло: введение платной электронной системы взимания дорожных сборов вызвало массовые протесты дальнобойщиков.
На выборах 2010 года партия Smer-SD вновь получила наибольшее число голосов, но из-за невозможности сформировать коалицию ушла в оппозицию. 7 июля 2010 года подал в отставку после парламентских выборов 12 июня. Ранее президент Словакии Иван Гашпарович поручил Фицо попытаться сформировать своё второе правительство, однако ему это не удалось. На следующий день новое правительство возглавила Ивета Радичова.

### Второе премьерство (2012—2018)

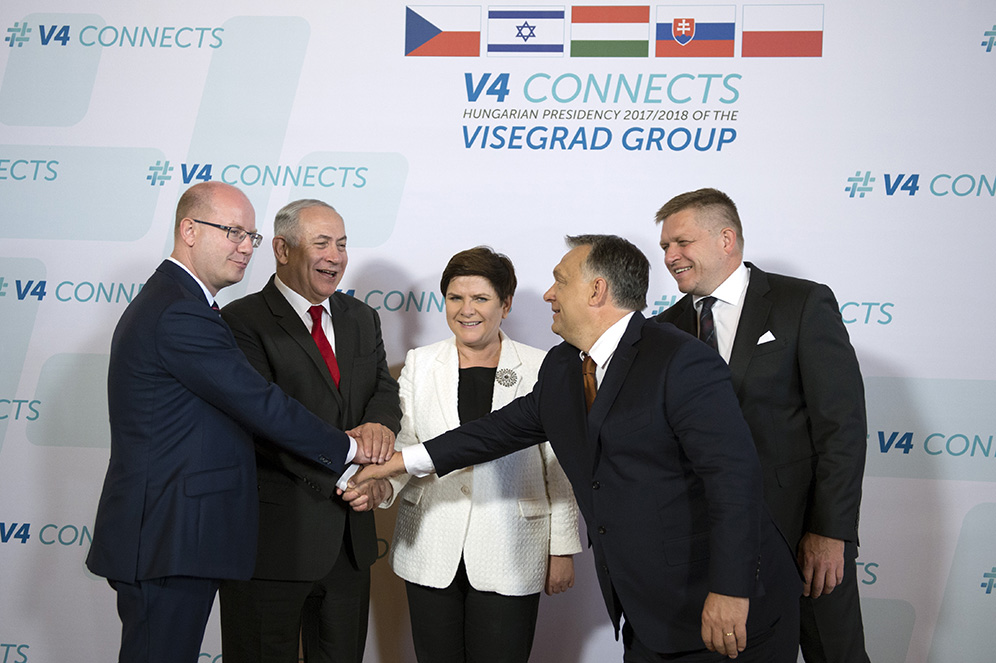
Представители стран Вишеградской группы с премьер-министром Израиля Биньямином Нетаньяху на саммите в Будапеште, 19 июля 2017 года

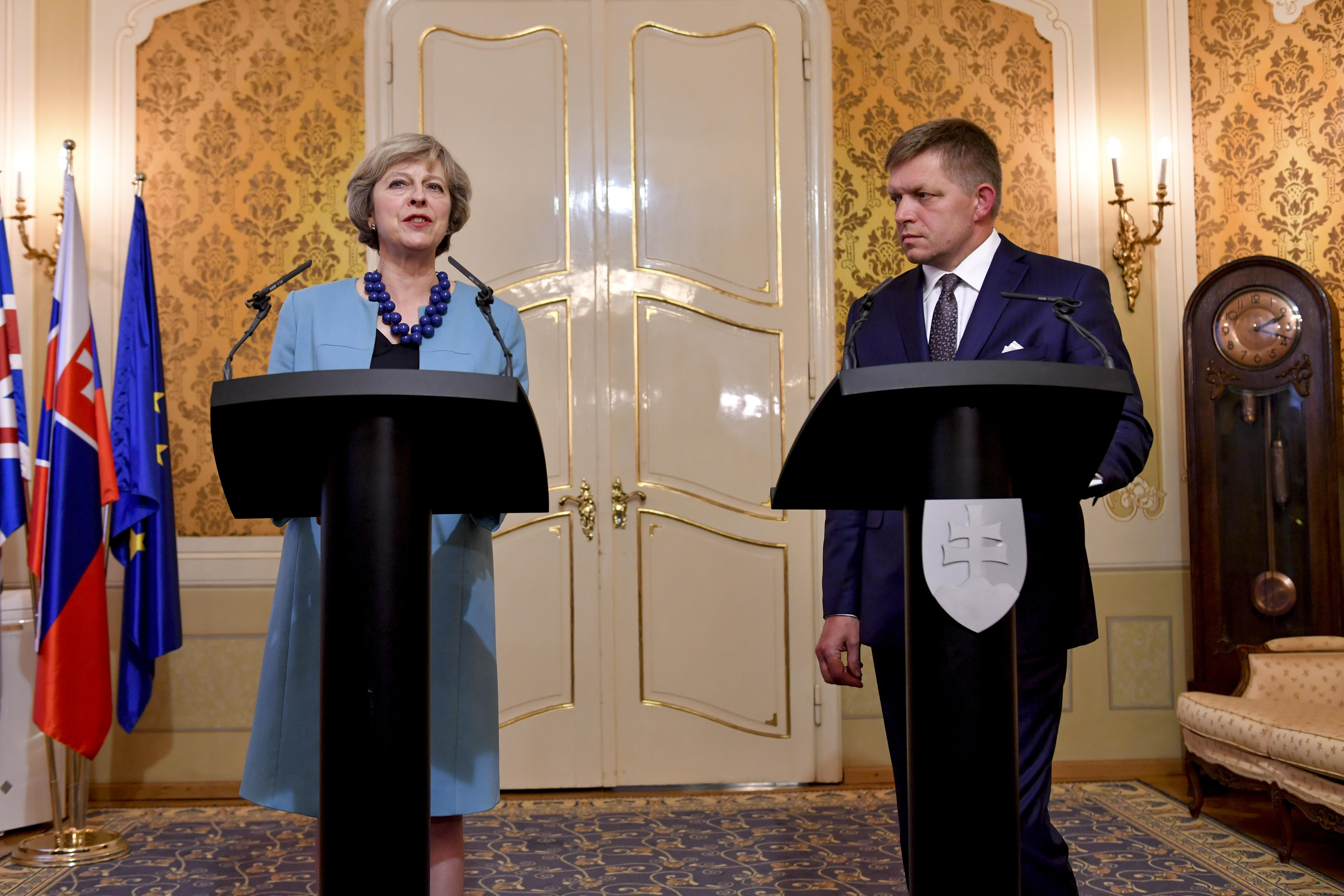
Роберт Фицо с премьер-министром Великобритании Терезой Мэй, 28 июля 2016 года

#### Президентские выборы 2014 года
18 декабря 2013 года Роберт Фицо официально объявил о своём участии в предстоящих президентских выборах 2014 года, подчеркнув, что рассматривает свою кандидатуру как службу Словакии. Он заявил, что не видит в этом шаге ни приключения, ни попытки завершить свою политическую карьеру. Его предвыборная кампания проходила под лозунгом «Готов к Словакии». 9 января 2014 года парламент Словакии официально утвердил кандидатуры Фицо и ещё 14 претендентов. В первом туре выборов, состоявшемся 15 марта 2014 года, Фицо и независимый кандидат Андрей Киска набрали наибольшее количество голосов, что привело ко второму туру. 29 марта 2014 года во втором туре Киска одержал победу, получив 59,4 % голосов, тогда как Фицо набрал 40,6 %.

#### Парламентские выборы 2016 года
На парламентских выборах 5 марта 2016 года партия Фицо «Курс — социальная демократия» (Smer-SD) сохранила статус крупнейшей политической силы, получив 28,3 % голосов и 49 мест из 150 в Национальном совете. Однако это было значительно меньше, чем 83 места, полученные на предыдущих выборах в 2012 году. После выборов президент Андрей Киска поручил Фицо сформировать новое правительство. 17 марта 2016 года Фицо сообщил о создании четырёхпартийной коалиции, в которую вошли Smer-SD, Словацкая национальная партия (SNS), партия Most-Híd и партия Сеть (Sieť), обеспечившие совместно 85 из 150 мест в парламенте.

#### Отставка
14 марта 2018 года Роберт Фицо публично заявил о готовности уйти в отставку с поста премьер-министра, чтобы избежать проведения досрочных выборов и способствовать разрешению политического кризиса, вызванного убийством журналиста-расследователя Яна Куцяка и его невесты Мартины Кушнировой. Куцяк занимался расследованием налоговых махинаций и расследованиями деятельности итальянской мафии Ндрангета в Словакии со словацким политическим истеблишментом. В знак протеста против убийства журналиста на улицы словацких городов вышли тысячи граждан. По данным полиции, Мария Трошкова, помощница Фицо, могла иметь связи с представителями данной преступной организации. В первые дни после трагедии Фицо продемонстрировал журналистам миллион евро наличными, утверждая, что лично контролирует ход расследования. В то же время он подчеркнул необходимость сохранения проевропейского и прозападного курса своей партии. В начале марта он также обвинил президента Андрея Киску в сговоре с Джорджем Соросом с целью свержения правительства.
Своё решение уйти в отставку Фицо озвучил после встречи с Киской, во время которой выдвинул ряд условий. В частности, он настаивал на том, чтобы были соблюдены итоги парламентских выборов 2016 года, коалиционное правительство продолжило работу, а пост премьер-министра остался за партией Smer-SD как крупнейшей фракцией в парламенте. Он также сообщил, что уже выбрал преемника. Словацкие СМИ сразу же предположили, что новым главой правительства станет вице-премьер Петер Пеллегрини. 15 марта президент Киска официально принял отставку Фицо и его кабинета, поручив формирование нового правительства Пеллегрини.

### Третье премьерство (с 2023)

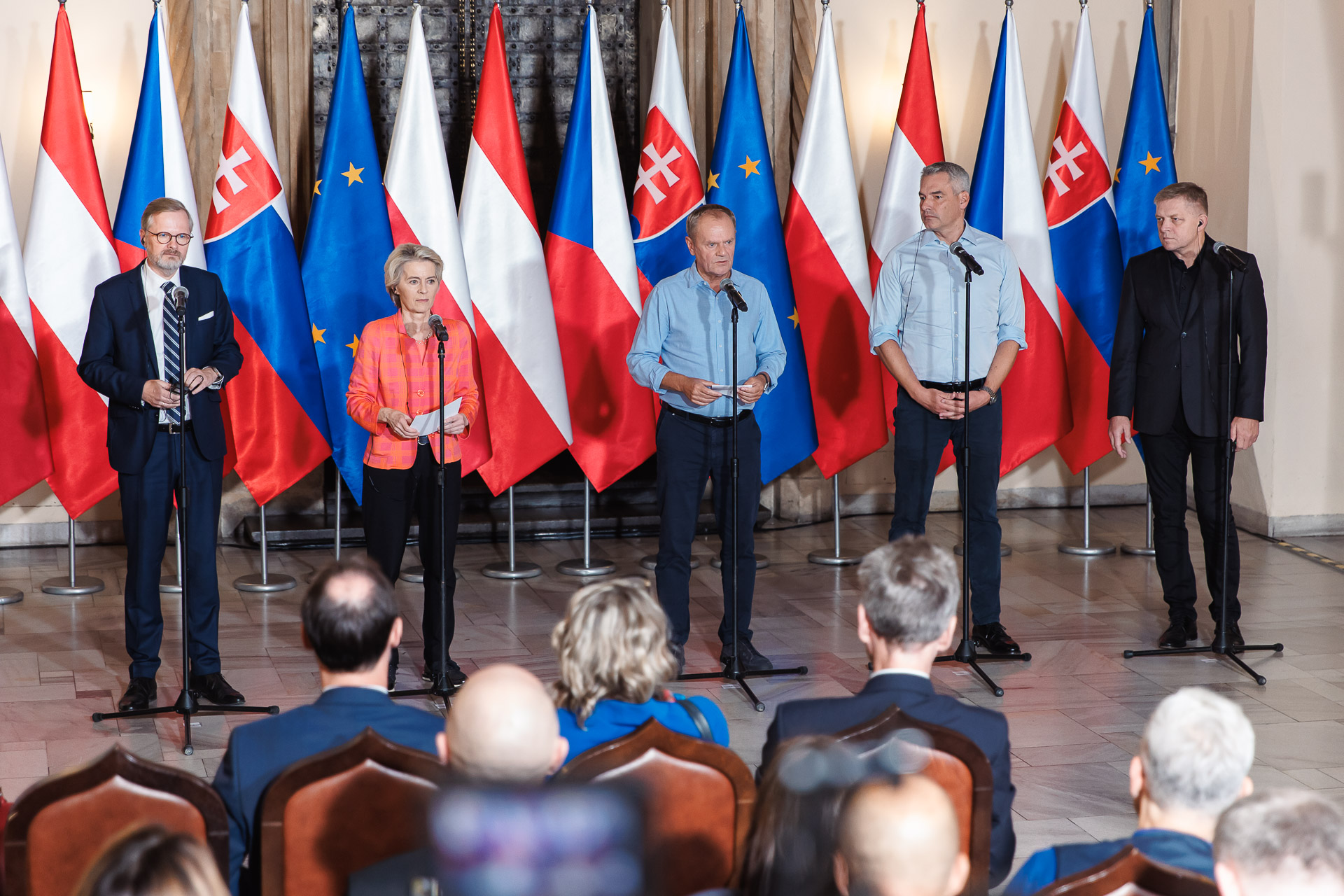
Роберт Фицо с Петром Фиалой, Урсулой фон дер Ляйен, Дональдом Туском и Карлом Нехаммером во Вроцлаве, Польша, 19 сентября 2024 года

В 2022—2023 годах Роберт Фицо активно критиковал политику Европейской комиссии под руководством Урсулы фон дер Ляйен, особенно в отношении военной поддержки Украины и миграционной политики. Он также выражал несогласие с подходами ЕС к вопросам иммиграции. Несмотря на это, Фицо продолжал поддерживать Мароша Шефчовича, бывшего кандидата от его партии на пост президента и еврокомиссара. Эти позиции стали основой его предвыборной кампании.
На парламентских выборах 30 сентября 2023 года партия Smer-SSD под руководством Фицо получила 22,94 % голосов и 42 места в парламенте, став крупнейшей партией. Он сформировал коалицию с партией «Голос — социальная демократия» (Hlas), основанной в 2020 году Петером Пеллегрини, и Словацкой национальной партией. Новое правительство было приведено к присяге 25 октября 2023 года, сменив правительство Людовита Одора.
В 2023 году Фицо выступил против усыновления детей однополыми парами, назвав это «извращением», и заявил, что никогда не поддержит однополые браки. Он также выразил мнение, что «гендерная идеология» в школах недопустима.
Правительство Фицо предприняло шаги по усилению контроля над СМИ, предложив заменить общественную телерадиокомпанию RTVS новой организацией, управляемой советом, назначаемым правительством. Это вызвало критику со стороны президента Зузаны Чапутовой, журналистов, оппозиции и международных организаций, которые предупредили, что такие изменения могут привести к полной потере независимости общественного вещания. Предложенные реформы вызвали массовые протесты.
Роберт Фицо в своей речи ко второй годовщине полномасштабного российского вторжения в Украину заявил, что война в Донбассе началась из-за «разгула украинских неонацистов», а также, что «у президента России не было другого выхода», поскольку НАТО расширялось на восток. «И для того, чтобы остановить этот процесс, Путин начал полномасштабную войну», — считает Фицо.
В 2024 году издание Denník N представило высказывания трёх представителей партии Smer политологам, которые отметили их сходство с риторикой европейских ультраправых. В том же году правительство столкнулось с забастовкой врачей, требующих улучшения условий труда. Более 3 300 врачей подали заявления об увольнении. В ответ правительство приняло закон, предусматривающий уголовную ответственность за отказ от работы в чрезвычайной ситуации, включая до одного года тюремного заключения или штраф в размере 1 500 евро, и до пяти лет, если пациент пострадал из-за отказа врача. Министр здравоохранения Камил Шашко рассматривал возможность введения чрезвычайного положения в районах с наибольшим числом увольнений. В конечном итоге было достигнуто соглашение с профсоюзом врачей, включающее множество уступок.
В конце октября 2024 года Роберт Фицо стал первым действующим главой государства входящего в Европейский союз, который выступил на российском телевидении после начала боевых действий на Украине. Во время интервью телеканалу «Россия-1» премьер-министр Словакии раскритиковал страны ЕС за их помощь Украине — якобы она только продлевает войну; он осудил Запад за попытки «поставить Россию на колени» вместо того, чтобы стремиться к миру, а также заявил, что санкции против Москвы не работают.
22 декабря 2024 года Фицо посетил Москву и встретился с президентом России Владимиром Путиным для обсуждения поставок российского газа в Словакию. Этот визит вызвал критику, так как нарушал политику ЕС в области общей безопасности и обороны. Фицо заявил, что Путин пообещал продолжить поставки газа в Словакию альтернативными маршрутами после прекращения транзита через Украину.
Правительство Фицо также провело реформу судебной системы, ликвидировав Специальную прокуратуру, занимавшуюся делами о серьёзной коррупции. Это ведомство ранее инициировало расследования и привлекло к ответственности многих высокопоставленных чиновников и бизнесменов, связанных с партией Smer. Реформа также включала снижение наказаний за коррупционные преступления. Изменения были приняты в ускоренном порядке, без должного обсуждения и консультаций с экспертами, что вызвало протесты и критику со стороны президента и оппозиции.
В 2024 году коалиция Фицо приняла поправки к Уголовному кодексу, сокращающие сроки наказания и давности по ряду преступлений, включая взяточничество, налоговое мошенничество, хищение и грабёж. Эти изменения привели к прекращению некоторых дел о коррупции, в которых фигурировали политики и бизнесмены, близкие к Фицо, такие как бывший министр финансов Ян Почиатек, олигарх Йозеф Выбох и действующий председатель Национального совета Петер Жига.
20 января 2025 года Фицо встретился с президентом Турции Реджепом Тайипом Эрдоганом и выразил поддержку вступлению Турции в Европейский союз.

#### Покушение
15 мая 2024 года после выездного заседания правительства в городе Гандлова на Роберта Фицо было совершено покушение. Он был госпитализирован с несколькими огнестрельными ранениями. Подозреваемый, 71-летний поэт Юрай Цинтула, был задержан на месте преступления. Он заявил, что его мотивами были антиевропейская позиция Фицо и желание, чтобы Словакия предоставила военную помощь Украине.
30 мая 2024 года Фицо был выписан из больницы в Банска-Бистрице для продолжения лечения у себя дома. После двух сложных операций Фицо заметно похудел и передвигался с помощью костыля. 5 июня он впервые прокомментировал нападение, заявив, что прощает нападавшего, считая его «посланником зла» от оппозиции, и выразил намерение вернуться к работе в ближайшее время.
После покушения представители правящей коалиции обвинили независимые СМИ и оппозицию в подстрекательстве к насилию. Журналисты и оппозиционные лидеры выразили опасения, что правительство может использовать инцидент для усиления давления на них. Национальный совет Словакии единогласно осудил нападение.

#### Протесты
23 декабря 2024 года в Братиславе и других городах Словакии начались массовые акции протеста, вызванные визитом Роберта Фицо в Москву, где он встретился с президентом России Владимиром Путиным. Протестующие выражали обеспокоенность усиливающимся влиянием России на политику Словакии, особенно в вопросах энергетики и внешнеполитической ориентации. В акциях приняли участие бывшие премьер-министры Игор Матович и Эдуард Хегер, лидеры оппозиционных партий, деятели культуры, а также украинские беженцы.
Протесты продолжались и в 2025 году, охватывая более 25 городов и посёлков по всей стране. Среди основных требований участников были: отмена планируемых изменений в Уголовный кодекс, направленных на ликвидацию Специальной прокуратуры, расследующей коррупционные преступления, а также на смягчение ответственности за коррупцию и сокращение сроков давности, защита права на свободу собраний для медицинских работников, после предложений правительства ограничить право врачей на забастовки, обеспечение сохранения демократических стандартов и предотвращение авторитарных тенденций в управлении страной.
Лидер оппозиционной партии «Прогрессивная Словакия» Михал Шимечка призвал Фицо провести досрочные парламентские выборы.
10 января в Братиславе состоялась акция протеста, организованная движением «Мир для Украины», в которой приняли участие около 15 000 человек. Участники выражали недовольство визитом Фицо в Москву и его заявлениями о прекращении гуманитарной помощи Украине, а также угрозами в адрес украинских беженцев, проживающих в Словакии.
Кульминацией протестов стал митинг 24 января, когда на улицы вышло около 100 000 человек по всей стране, из них около 60 000 — в Братиславе. Акции проходили под лозунгом «Словакия — это Европа» и стали крупнейшими со времён массовых выступлений 2018 года, вызванных убийством журналиста Яна Куцяка и его невесты. Протестующие выражали обеспокоенность авторитарными тенденциями в политике Фицо, ослаблением демократических институтов и угрозой отхода от европейского курса страны.
В ответ на протесты Фицо заявил о якобы готовящемся государственном перевороте, обвинив оппозицию, неправительственные организации и иностранные силы в попытке дестабилизировать ситуацию в стране. Однако эти обвинения были отвергнуты оппозицией и организаторами протестов как необоснованные и направленные на запугивание граждан. Протесты также получили поддержку за пределами Словакии: акции солидарности прошли в Чехии, Польше, Франции, Германии и Ирландии.

## Лидер оппозиции
В период с 2010 по 2012 год Роберт Фицо занимал пост лидера оппозиции в Словакии, после того как его партия «Курс — социальная демократия» (Smer-SD) не смогла сформировать правительство, несмотря на победу на парламентских выборах. В это время он активно критиковал правительство Иветы Радичовой и готовился к возвращению к власти.
Накануне выборов 2010 года разразился политический скандал: в СМИ появилась аудиозапись, на которой голос, похожий на голос Фицо, утверждал, что привлек несколько миллионов евро неучтённых средств для финансирования избирательной кампании 2002 года и призывал создать «параллельную финансовую структуру» для финансирования кампании Smer. Фицо отверг подлинность записи, назвав её фальсификацией, и резко раскритиковал СМИ за её публикацию. Несмотря на это, Smer-SD получил наибольшее число мест в парламенте — 62, однако его коалиционные партнёры потерпели поражение, и Фицо не смог сформировать большинство, после чего ушёл в оппозицию.
В 2011 году Фицо сыграл ключевую роль в политическом кризисе, связанном с голосованием по расширению Европейского фонда финансовой стабильности (EFSF). Он отказался поддержать инициативу правительства, что привело к вотуму недоверия и последующим досрочным выборам в марте 2012 года.
4 апреля 2012 года, вскоре после победы «Смера» на досрочных парламентских выборах (партия получила 83 места в парламенте из 150), Фицо было поручено сформировать новое правительство страны, которое стало первым однопартийным правительством Словакии с момента обретения независимости.

## Взгляды
Изначально Фицо придерживался концепции третьего пути — сочетания рыночной экономики с активной ролью государства. Однако со временем его взгляды эволюционировали. Он позиционирует себя как сторонник левых идей и патриотизма, что стало причиной переименования партии Smer в Словацкую социал-демократию.
Фицо критически относится к современной западной социал-демократии, называя ее «брюссельской левой». После приостановки членства Smer и Hlas в Партии европейских социалистов (PES) он заявил, что гордится своей партией и не намерен менять свои взгляды.
Роберта Фицо часто сравнивают с правыми европейскими лидерами, такими как Виктор Орбан.
Фицо является членом словацкой организации Матица, которую активно поддерживает, а также Словацкого союза борцов-антифашистов. В геополитике придерживается концепции «политики четырех мировых направлений».

## Внешняя политика

### Россия

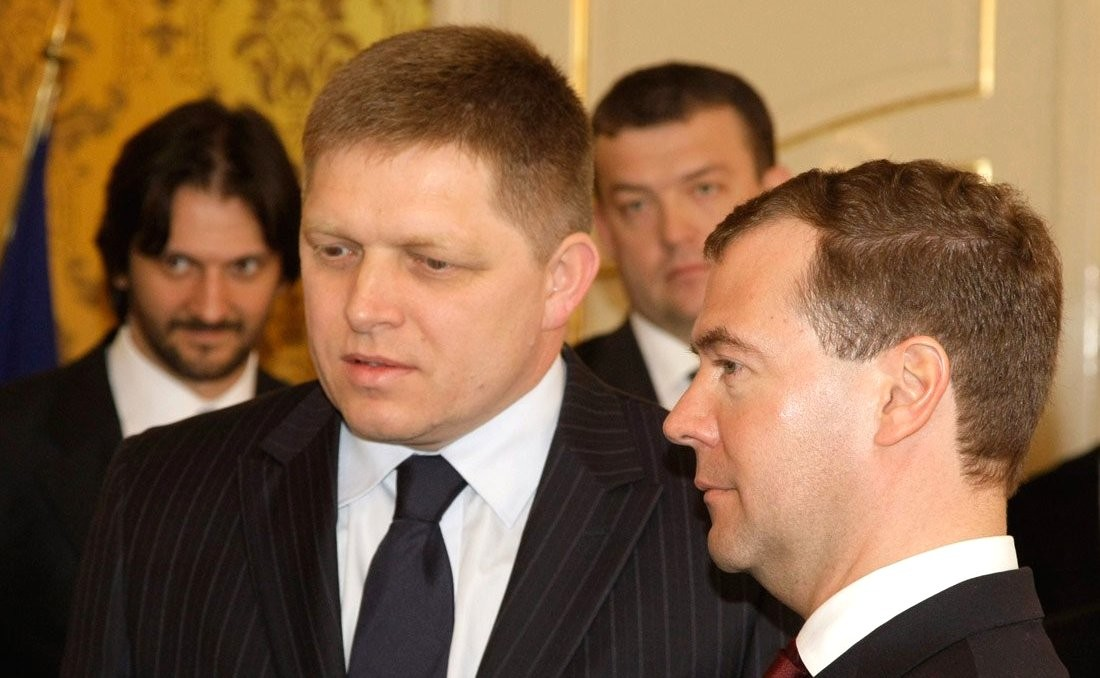
Роберт Фицо с президентом России Дмитрием Медведевым, 7 апреля 2010 года

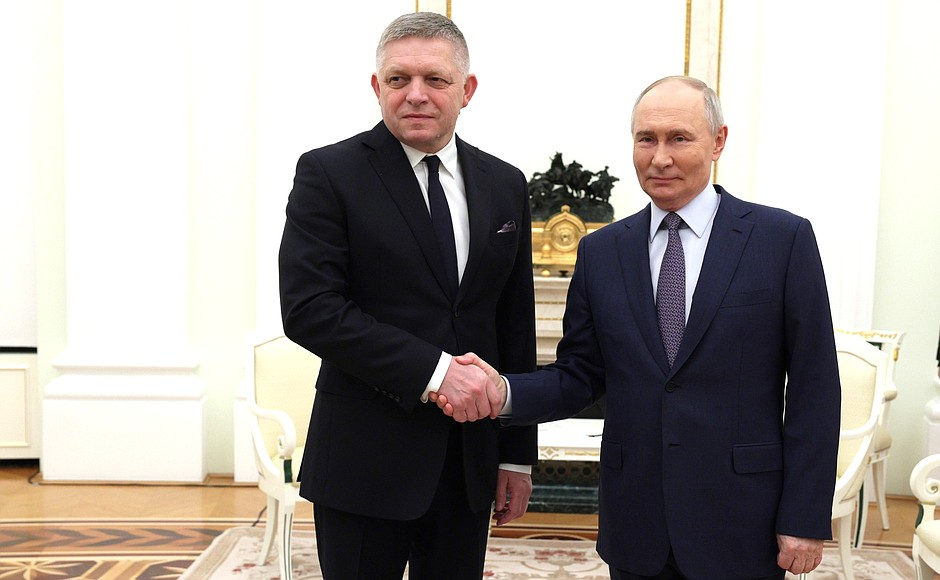
Роберт Фицо на встрече с президентом России Владимиром Путиным, 22 декабря 2024 года

После прихода к власти в 2006 году Роберт Фицо заявил, что отношения Словакии с Россией улучшатся после восьми лет «забвения». Он ссылался на «славянскую солидарность», которая была ключевой идеей словацкого национального пробуждения в 1850-х годах. 4 апреля 2008 года, во время визита премьер-министра России Виктора Зубкова, Фицо заявил: «В Словакии предпринимаются попытки намеренно игнорировать славянскую солидарность». В тот же период Словакия модернизировала российские истребители МиГ в России, отказавшись от закупки новых самолетов западного производства.
Фицо осудил Грузию за «провокацию России» в 2008 году, во время российско-грузинской войны. В июне того же года издание The Slovak Spectator охарактеризовало его внешнюю политику как стремление компенсировать отсутствие политических союзников в ЕС (исключением был бывший лидер Чешской социал-демократической партии Иржи Пароубек) путём укрепления отношений с государствами, не входящими в ЕС, такими как Сербия и Россия. Эта политика шла вразрез с прозападным курсом, установленным после парламентских выборов 1998 года.
Во время своего премьерства Фицо дистанцировался от официальной позиции ЕС по вопросу Крыма. В то время как МИД Словакии отверг результаты референдума 2014 года и признание Крыма частью России, сам Фицо воздержался от публичных заявлений. Он также выступил против антироссийских санкций ЕС, называя их «бессмысленными» и представляющими угрозу для экономики Словакии.
Фицо осудил российское вторжение на Украину в феврале 2022 года, но при этом выступил против европейских санкций, утверждая, что они лишь способствуют экономической автаркии России, нанося ущерб гражданам как России, так и Европы, но не российскому руководству. В августе 2022 года он пригласил российского дипломата Игоря Братчикова на официальное празднование годовщины Словацкого национального восстания.
В 2023 году Фицо заявил, что аннексия Крыма Россией нарушает международное право, однако его возвращение Украине, по его мнению, не решит российско-украинский конфликт. В декабре 2024 года он встретился с президентом России Владимиром Путиным в Москве, для обсуждения поставок российского газа в Словакию.
27 ноября 2024 года Роберт Фицо заявил, что он принял приглашение Владимира Путина и примет участие в памятных мероприятиях, посвящённых Второй мировой войне, которые пройдут в Москве в мае. В апреле 2025 года Роберт Фицо подтвердил своё намерение принять участие в Параде Победы в Москве, который пройдёт 9 мая в честь 80-летия окончания Великой Отечественной Войны. Решение вызвало критику со стороны ряда стран Европейского союза, однако Фицо заявил, что намерен отдать дань уважения памяти солдат, павших за освобождение Словакии.

### Украина
После начала российского вторжения на Украину Роберт Фицо занял позицию против оказания военной помощи Украине. Он неоднократно заявлял, что продажа или отправка оружия лишь способствует эскалации конфликта, и подчеркивал, что приоритетом должны быть мирные переговоры между Россией и Украиной. В сентябре 2023 года, во время предвыборной кампании, он пообещал, что в случае победы его партии «мы не пошлем ни единой пули на Украину».
Фицо также скептически относился к перспективам вступления Украины в НАТО и ЕС. В частности, он утверждал, что вступление Украины в ЕС к 2025 году является нереалистичным, а интеграция страны в альянс несёт риски для европейской безопасности. Он поддерживал дипломатические инициативы, направленные на прекращение конфликта, и положительно отзывался о мирных планах, предложенных Святым Престолом, Бразилией и Китаем.
После своего переизбрания в октябре 2023 года Фицо подтвердил, что Словакия прекратит поставки военной техники Украине, но продолжит оказывать гуманитарную помощь. Он также заявил, что его правительство сосредоточится на дипломатических усилиях по прекращению боевых действий.
В январе 2024 года Фицо заявил, что «Украина не является независимой и суверенной страной» и что единственным способом завершить войну является передача части территории России. Эти заявления вызвали критику как внутри страны, так и за её пределами. Его также обвиняли в распространении пророссийской риторики. В частности, он повторял утверждения о том, что война в Донбассе началась из-за действий «украинских нацистов и фашистов» против русскоязычного населения.
В связи с этим члены Партии европейских социалистов призвали исключить партию Фицо из группы за якобы пророссийские высказывания и попытки сформировать коалицию с неофашистским Республиканским движением.

### США
Роберт Фицо неоднократно выступал с критикой политики Соединённых Штатов в сфере безопасности и международных отношений. В частности, он выражал несогласие с планами размещения американской системы противоракетной обороны в Польше и Чехии, считая такие действия дестабилизирующими для региона и вызывающими напряжённость в НАТО. Он подчёркивал, что подобные соглашения между США и соседними странами затрагивают интересы третьих государств, включая Словакию.
Одним из первых шагов Фицо на посту премьер-министра стало выведение словацких войск из Ирака. Он охарактеризовал войну в Ираке как «неоправданную и ошибочную», отметив, что вторжение привело к серьёзным международным напряжениям, а говорить о демократии в Ираке — «фантазия».
В ноябре 2013 года Фицо посетил Вашингтон, где встретился с президентом США Бараком Обамой и вице-президентом Джо Байденом. Стороны обсудили вопросы двустороннего сотрудничества, подчёркивая общие демократические ценности и стремление к укреплению партнёрства между странами.
В феврале 2023 года Фицо и его партия SMER-SD выступили против Словацко-американского соглашения о сотрудничестве в области обороны, считая его ущемляющим суверенитет страны. Он критиковал правительство Эдуарда Хегера и президента Зузану Чапутову за продвижение этого соглашения, обвиняя последнюю в служении американским интересам.
В феврале 2025 года Фицо выступил на Конференции консервативных политических действий (CPAC) в США, где выразил поддержку президенту Дональду Трампу за его усилия в мирном урегулировании конфликта в Украине. Он отметил, что Трамп «оказывает Европе большую услугу», привнося правду и стремление к миру.

### Европейский союз

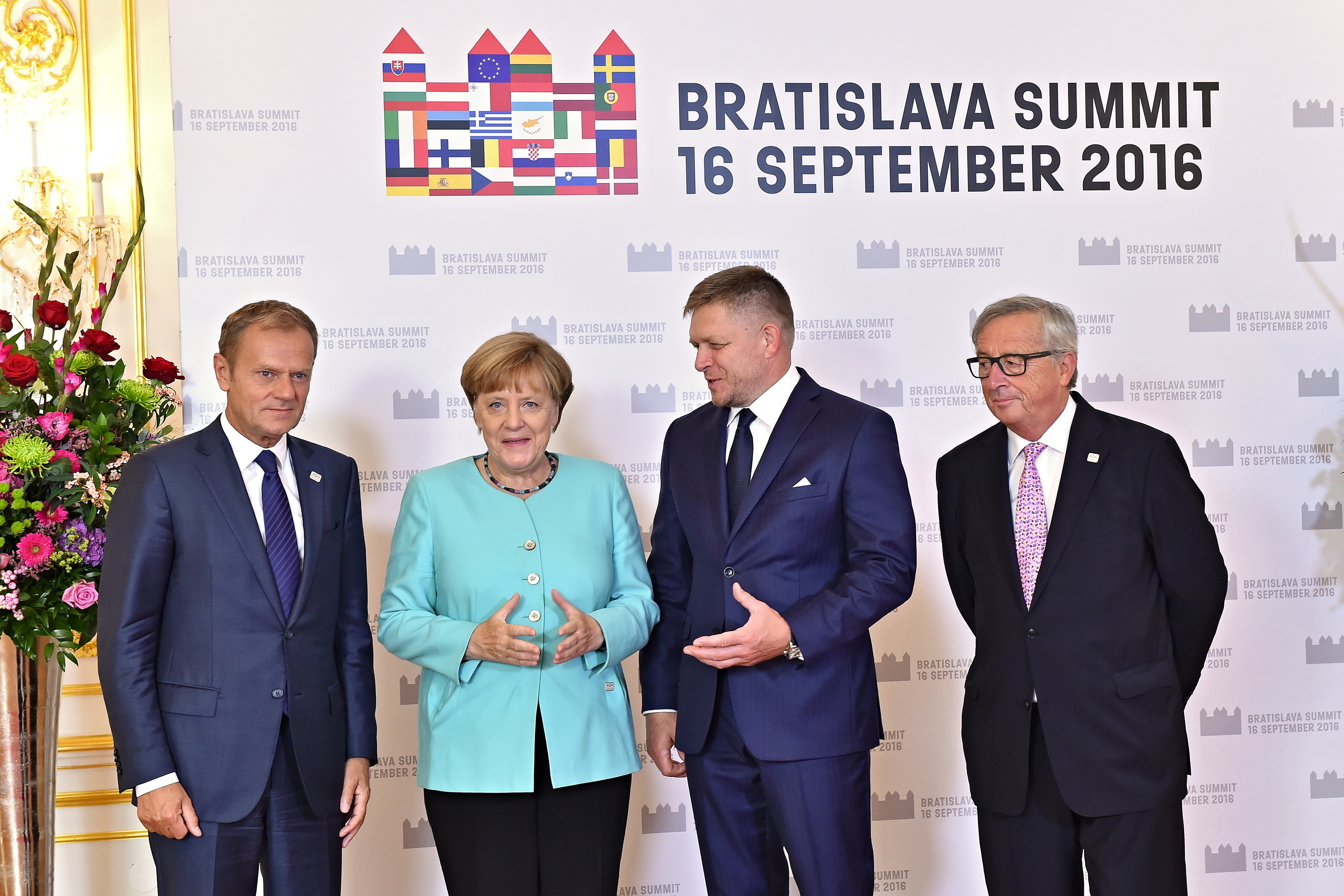
Роберт Фицо с Ангелой Меркель, Дональдом Туском и Жан-Клодом Юнкером, во время саммита в Братиславе, 16 сентября 2016 года

В 2009 году при его руководстве Словакия присоединилась к еврозоне, что Фицо охарактеризовал как «историю успеха» во время выступления в Оксфордском союзе. Он также выступал против одностороннего провозглашения независимости Косово от Сербии, называя это «серьёзной ошибкой» и подчёркивая, что подобные действия нарушают международное право. Словакия, в отличие от большинства стран ЕС, не признала независимость Косово, и Фицо неоднократно подтверждал эту позицию, ссылаясь на принципы международного права и уважение к территориальной целостности Сербии.
В ответ на протесты Евромайдана в Украине в 2013 году Фицо заявил, что «ЕС — это не религиозная обязанность», критикуя чрезмерную самоуверенность ЕС и подчёркивая, что протесты являются внутренним делом Украины.
В ноябре 2016 года, комментируя выход Великобритании из Европейского союза, Фицо отметил, что Великобритания должна «пострадать» больше, чем остальные 27 стран-членов ЕС, и что она не может обращаться с рабочими из ЕС как с «гражданами второго сорта», одновременно пользуясь преимуществами единого рынка. Он также выразил мнение, что избрание Дональда Трампа может побудить Европу усилить свои оборонные способности.
В августе 2017 года Фицо подчеркнул важность тесного сотрудничества с ядром ЕС, особенно с Францией и Германией, заявив, что хотя региональное сотрудничество в рамках Вышеградской четвёрки важно, но жизненно важные интересы Словакии связаны с ЕС.

### Венгрия

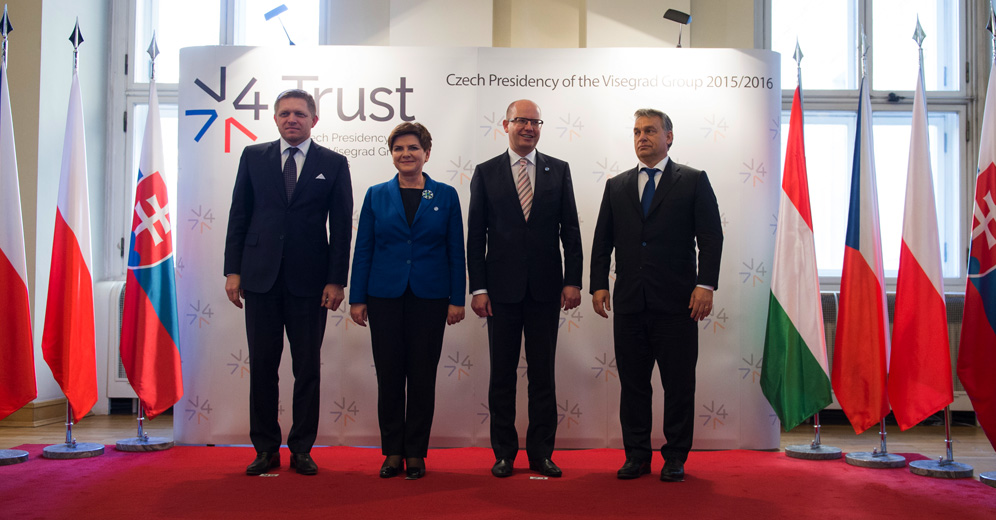
Представители стран Вишеградской группы во время саммита в Праге, 3 декабря 2015 года

В период своего первого премьерства (2006—2010) Роберт Фицо столкнулся с напряжёнными отношениями между Словакией и Венгрией, которые обострились после парламентских выборов 2006 года. В результате выборов партия Фицо «Курс — социальная демократия» (SMER) сформировала коалиционное правительство с участием националистической Словацкой национальной партии (SNS), возглавляемой Яном Слотой, известным своими резкими антивенгерскими высказываниями. Слота, в частности, заявлял, что «венгры — это опухоль на теле словацкой нации, которую нужно немедленно удалить».
В августе 2006 года произошёл инцидент с венгерской студенткой Хедвиг Малиной, которая утверждала, что была избита в Нитре за то, что говорила по-венгерски. Этот случай вызвал широкий общественный резонанс и усилил межэтническую напряжённость. Фицо осудил проявления экстремизма, но при этом подчеркнул, что словацкое правительство не нуждается в напоминаниях о необходимости борьбы с экстремизмом.
В сентябре 2007 года правительство Фицо приняло закон, подтверждающий неизменность Декретов Бенеша, что вызвало критику со стороны венгерских политиков, требовавших компенсаций для пострадавших от этих декретов.
В мае 2008 года, выступая на мероприятии, посвящённом 161-й годовщине требований словаков о национальном равенстве в рамках Австро-Венгерской монархии, Фицо назвал Венгрию потенциальной угрозой и выразил обеспокоенность влиянием венгерской политики на Словакию, особенно подчеркнув опасность, исходящую от партии ФИДЕС и её лидера Виктора Орбана, которого он охарактеризовал как представителя «экстремального национализма».
К 2012 году отношения между Словакией и Венгрией начали улучшаться, а к 2022 году Фицо и Орбан установили более тесное сотрудничество, основанное на схожих взглядах по вопросам миграции, гендерной политики и отношения к войне в Украине. В 2023 году министр иностранных дел Венгрии Петер Сийярто приветствовал возвращение Фицо на пост премьер-министра, отметив их общие позиции по ключевым вопросам.

## Личная жизнь
У Роберта Фицо есть двое братьев и сестёр: младшая сестра Люция и старший брат Ладислав.
Он состоит в браке со Светланой Фицовой (в девичестве Свободова) — юристом и доцентом из Жилины. Они познакомились во время учёбы на юридическом факультете Университета Коменского в Братиславе и поженились в 1988 году. У пары есть сын — Михал, родившийся в 1994 году, который обучался в Экономическом университете в Братиславе.
Несмотря на официальный брак, с 2019 года Фицо не проживает со своей супругой и не сопровождает её на официальных мероприятиях. По крайней мере с 2020 года он поддерживает открытые отношения с Катариной Сзалаёвой, с которой неоднократно появлялся на публике.
Помимо родного словацкого языка, Фицо свободно владеет английским и русским языками.

### Здоровье
В феврале 2014 года Роберт Фицо серьёзно повредил левую ногу во время футбольного матча в Кошице, который проходил в рамках его президентской кампании. Он был срочно госпитализирован в больницу Крамаре в Братиславе, где ему диагностировали разрыв ахиллова сухожилия, потребовавший неотложного хирургического вмешательства.
В апреле 2016 года Фицо перенёс тройное шунтирование коронарных артерий в Национальном институте сердечно-сосудистых заболеваний в Братиславе.
В декабре 2019 года он покинул ежегодный съезд партии «Курс — социальная демократия» по состоянию здоровья — из-за повышенного артериального давления.
Летом 2021 года во время отпуска в Греции Фицо потерял сознание за завтраком. Немецкий кардиолог, сидевший за соседним столом, оказал ему первую помощь, полагая, что у Фицо случился сердечный приступ. Политик был госпитализирован, где выяснилось, что причиной недомогания стала коронавирусная инфекция, в сочетании с лихорадкой и пониженным давлением. В последующие дни он находился на карантине на Крите.
15 мая 2024 года Фицо получил огнестрельные ранения в результате покушения и был госпитализирован в больницу им. Ф. Д. Рузвельта в Банска-Бистрице. Политик получил тяжёлые ранения в область живота, рук и ног, его состояние расценивалось как критическое. После экстренной операции состояние удалось стабилизировать.

### Религиозные взгляды
Фицо редко высказывался публично о своей религиозной принадлежности. В анкете на вступление в Коммунистическую партию Чехословакии в 1984 году он указал, что является «убеждённым атеистом», как того требовали партийные правила. Согласно характеристике из вуза, прилагавшейся к заявлению, он придерживался «научного марксистско-ленинского мировоззрения» и «не имел проблем в отношении религии».
Во время президентской кампании 2014 года он заявил в агитационном видео, что вырос в католической семье и считает себя католиком. Он упомянул о своём крещении, первом причастии и конфирмации, а также о влиянии католической веры на своё детство. По его словам, «если бы оценивали мою связь с Католической церковью, я бы выглядел лучше любого депутата от Христианско-демократического движения (KDH)». Он также рассказывал о дедушке, который «строго придерживался норм традиционного христианского образа жизни», что, по его признанию, сильно повлияло на него.
Историк и бывший сотрудник Института национальной памяти Патрик Дубовски расценил это заявление как попытку повлиять на общественное мнение, указав, что прохождение конфирмации противоречило членству в Коммунистической партии, чья идеология основывалась на атеизме. Во времена коммунистического режима религиозные граждане подвергались репрессиям, особенно после преследований в связи с Хартией 77.
Во время теледебатов Фицо отказался отвечать на вопрос ведущего о том, считает ли себя христианином или атеистом, сославшись на личный характер вероисповедания. При этом он подтвердил, что был крещён в младенчестве, а также прошёл обряд первого причастия и конфирмации, как это было принято среди детей в его родной деревне.
В апреле 2025 года, после смерти папы римского Франциска, Фицо опубликовал заявление в социальных сетях, назвав себя «человеком глубокой веры».

### Предполагаемые внебрачные отношения
В августе 2010 года Фицо был сфотографирован ночью в центре Братиславы в компании молодой женщины, которую впоследствии опознали как 25-летнюю Яну Галашову, секретаря центрального офиса партии «Курс — социальная демократия». Позже стало известно, что она пользовалась рядом привилегий, включая собственное парковочное место у здания парламента, несмотря на отсутствие депутатского мандата. Кроме того, её сестра и мачеха получили должности в государственных учреждениях.
В августе 2013 года Фицо снова оказался в центре внимания, когда был сфотографирован в объятиях Галашовой во время частного ужина в замке Череняны, расположенном в 160 км от Братиславы. Эти фотографии вызвали новую волну обсуждений характера их отношений, а также подозрения в возможном использовании бюджетных средств для личных целей.